# Linx nòrdic
El linx nòrdic, gat cerver, gat cerval, llop cerver, llop cerval o gatillop (Lynx lynx) és un fèlid de mida mitjana natiu dels boscos d'Europa i Sibèria.

## Descripció
El llop cerver és l'espècie més grossa del gènere Lynx, amb una mida del cos que va dels 80 als 129 cm i una alçada a les espatlles d'uns 70 cm. La cua fa entre 15 i 25 centímetres de longitud. Els mascles pesen generalment entre 18 i 30 quilograms, mentre que les femelles tenen un pes mitjà de 17,6 quilograms. S'ha registrat que els mascles de linx nòrdic siberians són els de mida més gran, amb un pes que pot arribar fins als 38 quilograms. Té potes fortes, amb grans peus palmats i peluts que actuen com a raquetes de neu. També té una cua curta amb la punta de color negre, uns flocs de cabell negre a les orelles, i un collaret de pèl llarg de color gris i negre.
Durant l'estiu, el linx nòrdic té un pelatge relativament prim de color vermellós o marró, que tendeix a ser més brillant en els individus que viuen més al sud. A l'hivern aquest és substituït per un pelatge més gruixut de pèl sedós que varia entre el gris plata i el marró grisenc. Les parts inferiors, inclosos el coll i la barbeta, són de color blanc durant tot l'any. El pelatge es troba gairebé sempre esquitxat de taques negres, encara que el seu nombre és molt variable. Alguns individus també tenen ratlles de color marró fosc al front i a l'esquena. Tot i que les taques tendeixen a ser més nombroses en els individus de les poblacions més meridionals, es poden trobar linx nòrdics prop d'altres amb un pelatge molt menys esquitxat de taques.

## Hàbitat i distribució
El llop cerver o linx nòrdic habita països amb boscos que proporcionen un munt d'amagatalls i oportunitats d'aguaitar. Depenent de la localitat, poden viure a estepes arbrades, taigà i boscos de muntanya. A les parts més muntanyoses de la seva àrea de distribució, el gatillop baixa a les terres baixes durant l'hivern, seguint les seves preses i evitant les neus més profundes. Tendeixen a ser menys comuns a les zones on els llops són abundants, ja que s'ha registrat que ataquen i fins i tot mengen linx.

## Comportament
El principal mètode de caça és el d'amagar-se, aguaitar i saltar sobre la presa, encara que també són depredadors que fan servir l'emboscada quan les condicions són adequades. A l'hivern certes condicions de neu compliquen la cacera i potser obliguen a l'animal a canviar a preses de major grandària. El llop cerver caça fent servir tant la visió com l'audició, i sovint puja a roques altes o arbres caiguts per explorar els voltants.
Encara que pot caçar durant el dia quan l'aliment és escàs, el llop cerver és principalment nocturn o crepuscular, i passa el dia dormint entre la densa vegetació o a altres llocs ocults, i viu en solitari quan és adult.
L'àrea de caça del llop cerver és molt variable, podent oscil·lar entre 20 i 450 km², en funció de la disponibilitat de preses. Els mascles tendeixen a caçar en àrees molt més extenses que les femelles, les quals tendeixen a ocupar només les zones de caça. El linx nòrdic pot viatjar fins a 20 quilòmetres durant la nit, encara que la distància habitual és de la meitat. Viatgen regularment al llarg de tot el seu territori de caça, utilitzant marques aromàtiques per indicar la seva presència a altres individus. Igual que succeeix amb altres felins, aquestes marques poden ser excrements, orina o marques d'esgarrapades fetes amb les urpes, que solen deixar en llocs prominents al llarg de la frontera del seu territori de caça.
El llop cerver emet una sèrie de sons, encara que no sol emetre'ls fora de la temporada de reproducció. S'ha observat que miola, xiula, gruny i ronca, i com ho fan els gats domèstics, crida a les preses que estan fora del seu abast. Els crits d'aparellament són molt més forts, i consisteixen en grunyits greus en el cas dels mascles, i miols en el cas de les femelles.
Són animals discrets, la presència dels quals en una zona pot passar desapercebuda durant anys, a causa del fet que els sons que fa són molt suaus i que gairebé no se senten. Generalment es veuen molt més les restes de les preses o les petjades a la neu que a l'animal.

## Dieta
El linx nòrdic caça llebres, conills, esquirols, marmotes, lirons, tetraònids, faisàns, senglars, guineus, cabirols, muflóns , rens, cérvols comúns, martes i daines. Com en altres felins, la captura de preses més grosses representa un risc i, per tant, normalment només el corre durant l'hivern, quan l'aliment és menys abundant. Justament el nom de cerver prové de cervo (o cérvol) per la tradició popular sobre la capacitat de caçar aquests animals. També s'alimenta de carronya quan en troba. L'adult necessita consumir entre 1,1 i 2 quilograms per dia, fet que fa que pugui trigar diversos dies a consumir algunes de les seves preses més grosses.

## Reproducció

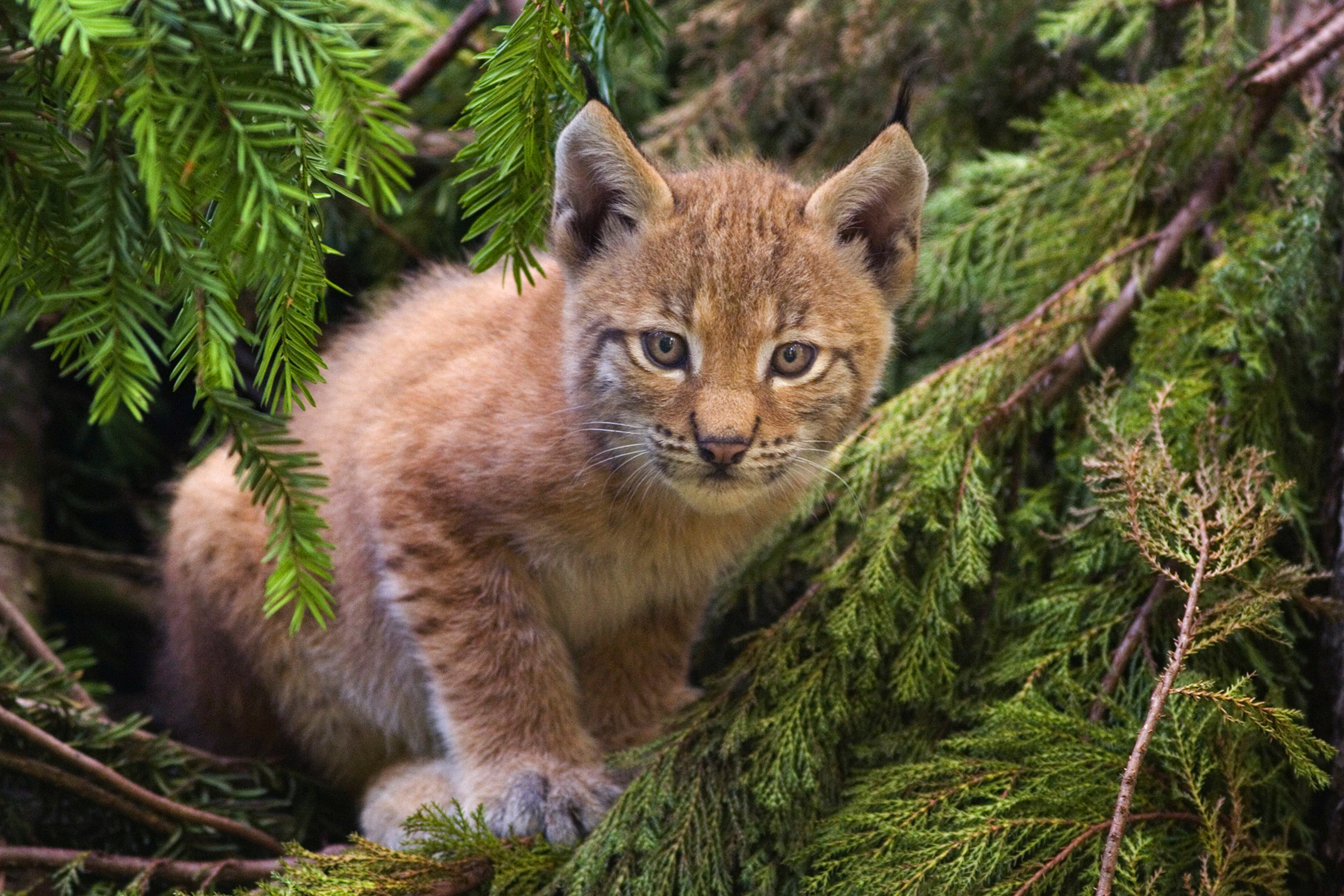
Gatet de linx nòrdic

La temporada de reproducció d'aquesta espècie comença al gener i s'allarga fins a l'abril. Durant aquest període la femella només sol entrar una vegada en zel entre 4 i 7 dies, encara que si es perd la primera ventrada, sol entrar en zel una segona vegada. A diferència del que succeeix amb el linx canadenc, sembla que el linx nòrdic no és capaç de controlar el seu cicle reproductiu en funció de la disponibilitat de preses. Aquest fet podria ser a causa del fet que s'alimenta en un territori de caça més extens i que l'escassetat de preses és un fet menys comú.
Les femelles prenyades construeixen caus aïllats, sovint protegits per branques o arrels d'arbres. El cau pot ser folrat amb plomes, pèl de cérvol, i herba seca per proporcionar un llit a les cries. El període de gestació té una durada entre 67 i 74 dies, després del qual la femella dona a llum entre un i quatre gatets. En néixer, les cries de llop cerver pesen entre 240 i 430 grams, són cegues i estan desvalgudes, i tenen un pelatge llis de color marró grisenc, que adquireix la coloració d'adult al voltant de les onze setmanes d'edat. Obren els ulls després del desè o dotzè dia, i comencen a prendre aliments sòlids entre la sisena i setena setmana, quan comencen a sortir del cau, però no són totalment deslletats fins al cinquè o sisè mes.
El cau és abandonat dos o tres mesos després del naixement dels gatets, encara que aquest romanen amb la mare fins a la següent temporada de reproducció, als voltants dels 10 mesos d'edat. El llop cerver assoleix la maduresa sexual als dos o tres anys, i pot viure fins a 21 anys en captivitat.

## Estat de conservació

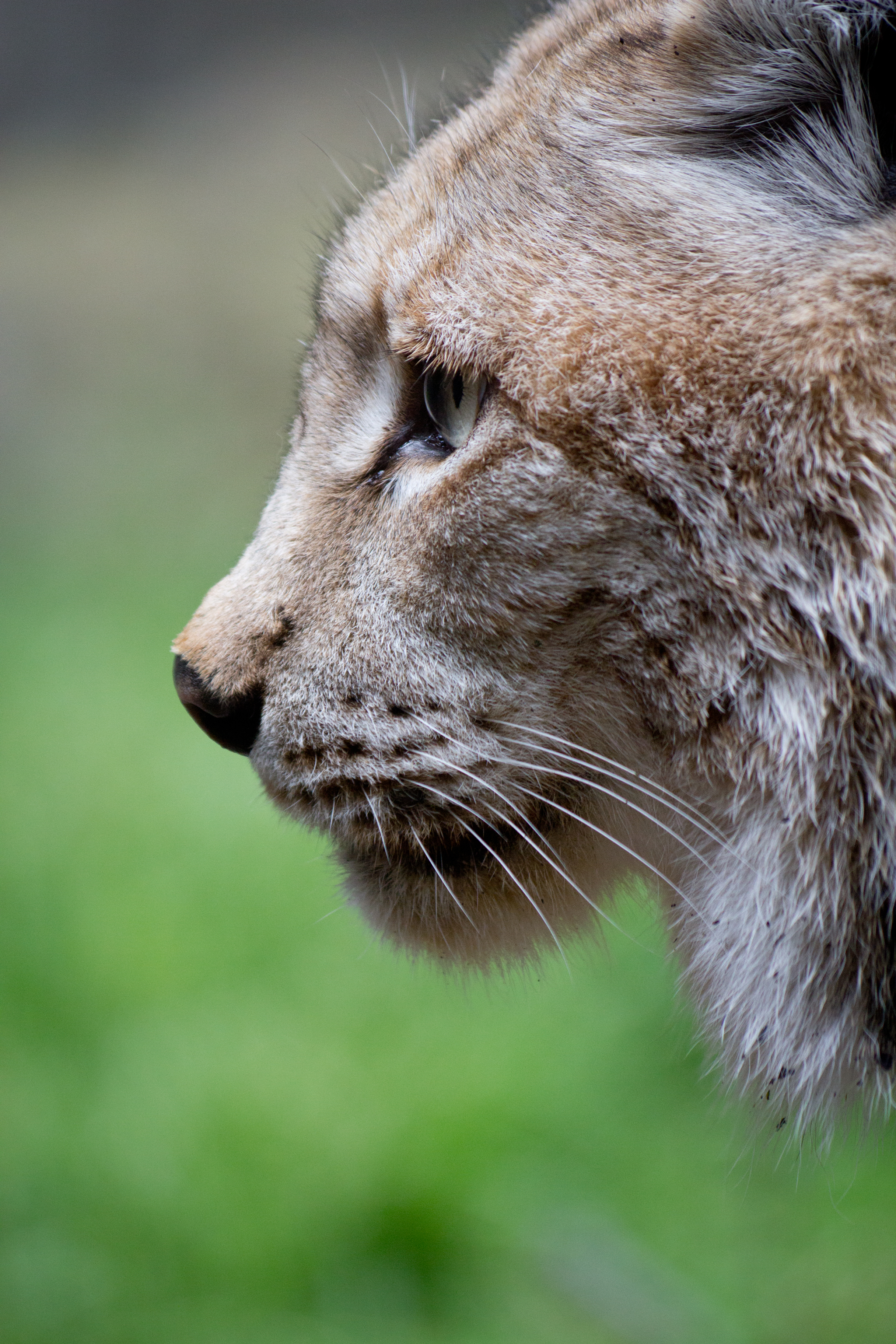
Un lynx al Parc Zoològic de Madrid.

### Àsia
- Àsia central: El linx nòrdic és natiu de les províncies xineses de Gansu, Qinghai, Sichuan, i Shaanxi, així com a l'Iran, Mongòlia, el Pakistan, el Kazakhstan, l'Uzbekistan, el Turkmenistan, el Kirguizstan, el Tadjikistan, i al districte Ladakh de l'estat indi de Jammu i Caixmir.

- Rússia: Més del 90% de la població total de linx nòrdic viu als boscos de Sibèria. Viuen entre les fronteres occidentals de Rússia i l'illa de Sakhalín, al Pacífic.

- Turquia: Donat que «el destí de la vida salvatge a Turquia topa sovint amb diversos organismes governamentals que mantenen programes conflictius i en desavantatge per la manca de personal qualificat i de finançament», malauradament «no hi ha estimacions del nombre» de linx nòrdics que viuen a Turquia, i és possible que el seu nombre estigui en declivi a causa de la caça legal de l'animal entre l'agost i el març.[7][8]

### Europa
Fa temps el llop cerver fou força comú a tot Europa. Cap a mitjans del segle xix, s'havia extingit a la majoria de països de l'Europa central i Occidental. Recentment s'han produït amb èxit intents de reintroduir l'espècie als boscos.
L'estat del linx nòrdic a diversos països i regions d'Europa és el següent:
- Carpats: Uns 2.800 individus viuen a aquestes muntanyes a la República Txeca, Polònia, Romania, Eslovàquia, Bòsnia i Hercegovina i Sèrbia.[9] És la població contínua més gran de linx nòrdic a l'oest de la frontera russa.

- Romania: És el país on es troba la major part de la població de linx nòrdic dels Carpats, amb un nombre d'individus que excedeixen els 2.000, i que podria ser la més gran d'Europa. No obstant això, alguns experts consideren que la versió oficial del nombre d'individus excedeix la realitat.[10][11] La caça controlada està permesa, encara que la població és estable.

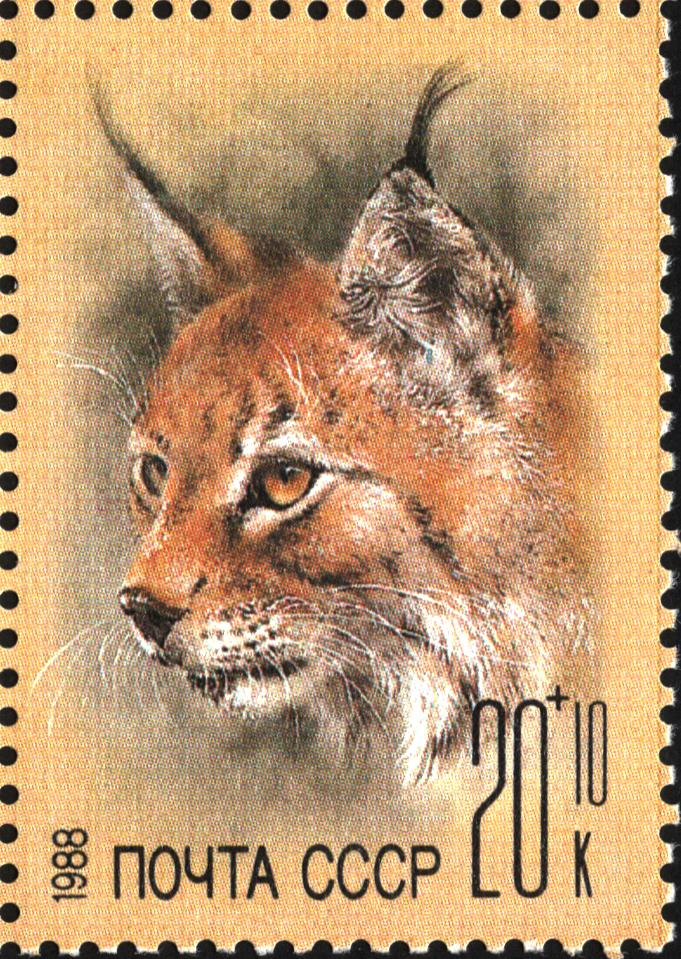
Segell de la Unió Soviètica de 1988

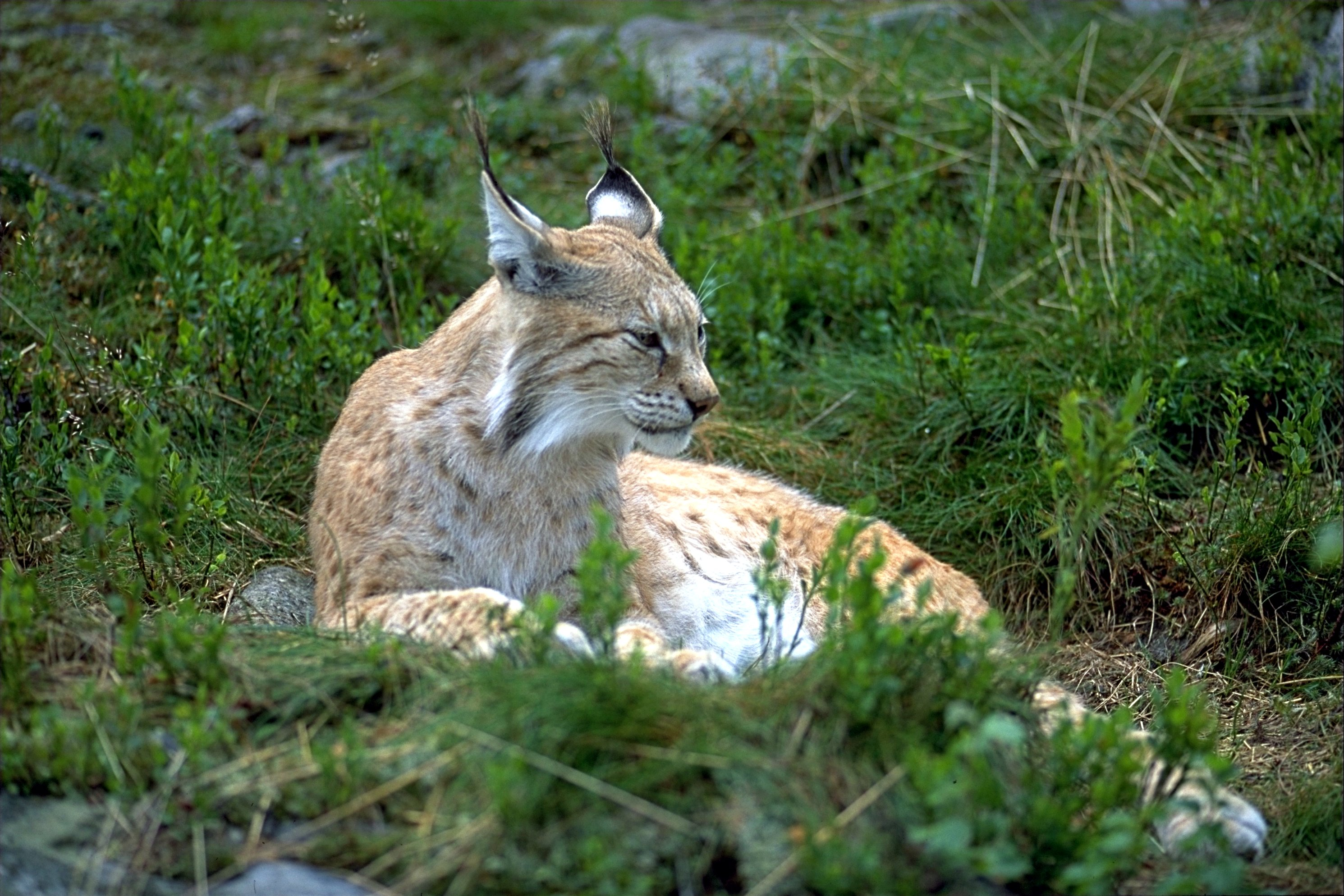
Liynx nòrdic al zoo de Numedal, Noruega

- Balcans: El linx dels Balcans es troba a Montenegro, Sèrbia, Macedònia del Nord, Kosovo, Albània, i possiblement Grècia.[12] Se'ls pot trobar en regions remotes dels Balcans, amb la població més grans als remots turons de l'oest de Macedònia del Nord. El linx balcànic és considerat un símbol nacional de Macedònia del Nord. Se'ls pot trobar en regions remotes dels Balcans, amb la població més grans als remots turons de l'oest de Macedònia del Nord. El linx balcànic és considerat un símbol nacional de Macedònia del Nord i està representat al revers de la moneda de 5 denars, posada en circulació el 1993.[13] El nom de la tribu macedònia dels Lincestis vol dir "terra del linx ". Ha estat a la vora de l'extinció durant gairebé un segle. La població actual estimada en un centenar d'individus. El seu declivi és a causa de la caça furtiva.[14][15]

- Gran Bretanya: Es va creure que el linx nòrdic va desaparèixer a Gran Bretanya o bé fa uns 10.000 anys, després que el gel es retirés, o bé fa 4.000 anys, durant un canvi climàtic en el qual el clima es va tornar més fred i humit. No obstant això, la datació basada en el carboni 14 de cranis de linx provinents dels Museus Nacionals d'Escòcia i de les coves de Craven, a North Yorkshire, demostraven que el linx visqué a Gran Bretanya entre el 80 i el 425 dC.[16] En anglès antic existia la paraula lox per designar el linx.[17] Tot i estar extint, hi ha cert interès a reintroduir el linx a Gran Bretanya.[18]

- República Txeca: A Bohèmia, el linx fou exterminat al segle xix (1830–1890) i a Moràvia probablement a finals del segle xx. Després de 1945, la migració provinent d'Eslovàquia va crear una població petita i inestable a Moràvia. Als anys 80, es van importar unes 20 espècimens d'Eslovàquia i foren reintroduïts a la selva de Bohèmia. A principis de 2006, la població de linx de la República Txeca estava estimada entre 65 i 105 individus. Tot i que la caça del linx no està permesa, la caça furtiva en representa sovint una amenaça.

- Alps Dinàrics i Alps Julians: Eslovènia, Croàcia i Bòsnia i Hercegovina són la llar d'entre 130 i 200 individus.[9][19] El linx nòrdic és considerat extint a aquests països des de principis del segle xx. No obstant això, el 1973 es va dur a terme amb èxit un projecte de reintroducció de l'espècie a Eslovènia, quan 3 femelles i 3 mascles provinents d'Eslovàquia, foren alliberats al bosc de Kočevski. Actualment se'l pot trobar als Alps Julians i a les regions croates de Gorski kotar i Velebit, estenent-se cap als Alps Dinàrics i a la muntanya Dinara, a l'oest de Bòsnia i Hercegovina. El Parc Nacional dels llacs de Plitvice és la llar de diverses parelles de linx. En aquests tres països, el linx nòrdic està classificat com una espècie en perill i està protegida per les lleis. Les estimacions realistes de la població és d'uns 40 individus a Eslovènia, entre 40 i 60 a Croàcia, i més de 50 a Bòsnia i Hercegovina.

- Fennoscàndia: El linx de Fennoscàndia va estar a punt d'extingir-se entre 1930 i 1950, encara que es va recuperar gràcies a la seva protecció. Mentrestant, encara que la caça controlada ha estat legalitzada de nou, el nombre d'individus continua creixent lentament. A Escandinàvia el linx és l'únic felí no domèstic.
  - Estònia: Segons una estimació de l'any 2001, a Estònia hi viuen uns 900 individus.[20] Tot i que el 2010 es van caçar legalment 180 linx nòrdics a Estònia, el país encara té la densitat de població d'aquesta espècie més elevada d'Europa.[21]
  - Finlàndia: Segons una estimació de l'any 2009, hi viuen entre 2.200 i 2.300 individus.[22] La població de linx nòrdic a Finlàndia ha anat creixent cada any des del 1991, i es creu que actualment és més gran del que mai ho havia estat. El 2009 el govern finlandès donà permisos per caçar 340 individus de linx nòrdic.[23]
  - Noruega: El linx nòrdic gaudeix de poblacions estables arreu del país, amb l'excepció dels comtats del sud-oest, on se'ls pot trobar esporàdicament. L'objectiu nacional de criar 65 linx es va assolir el 2007, entre 69 i 74 espècimens registrades. La població estimada és d'entre 409 i 439 espècimens.[24]
  - Suècia: Suècia, on el 2006 s'estimà que hi havia una població formada per uns 1.400 individus, permet la caça controlada per les agències governamentals.[25] Els caçadors que desitgen caçar linx s'han de registrar pel que s'anomena "caça protectora", la qual té lloc el mes de març. Només un pocs animals poden ser abatuts a cada regió, en funció de quants individus hi ha i/o com afecta els ramats de rens. Cada animal disparat i cada lloc des del qual es dispara és controlat per l'administració del comtat, i el cadàver és enviat al National Veterinary Institute per la seva anàlisi. El mateix tirador pot quedar-se amb la pell, si s'adjunta un microxip per l'autoritat policial local. A més, el crani de l'animal pot ser retornat al caçador amb un cost d'uns 70 €. El 2007 només es va permetre disparar sobre 75 animals en 20 regions, un increment de 51 respecte al 2006 (sempre al voltant del 5% de la població). El 2006, 41 linxs foren morts fora de la caça, dels quals 31 moriren en accidents de trànsit.
- França: El linx nòrdic fou exterminat cap a l'any 1900, encara que posteriorment reintroduït als Vosges i als Pirineus.[26]

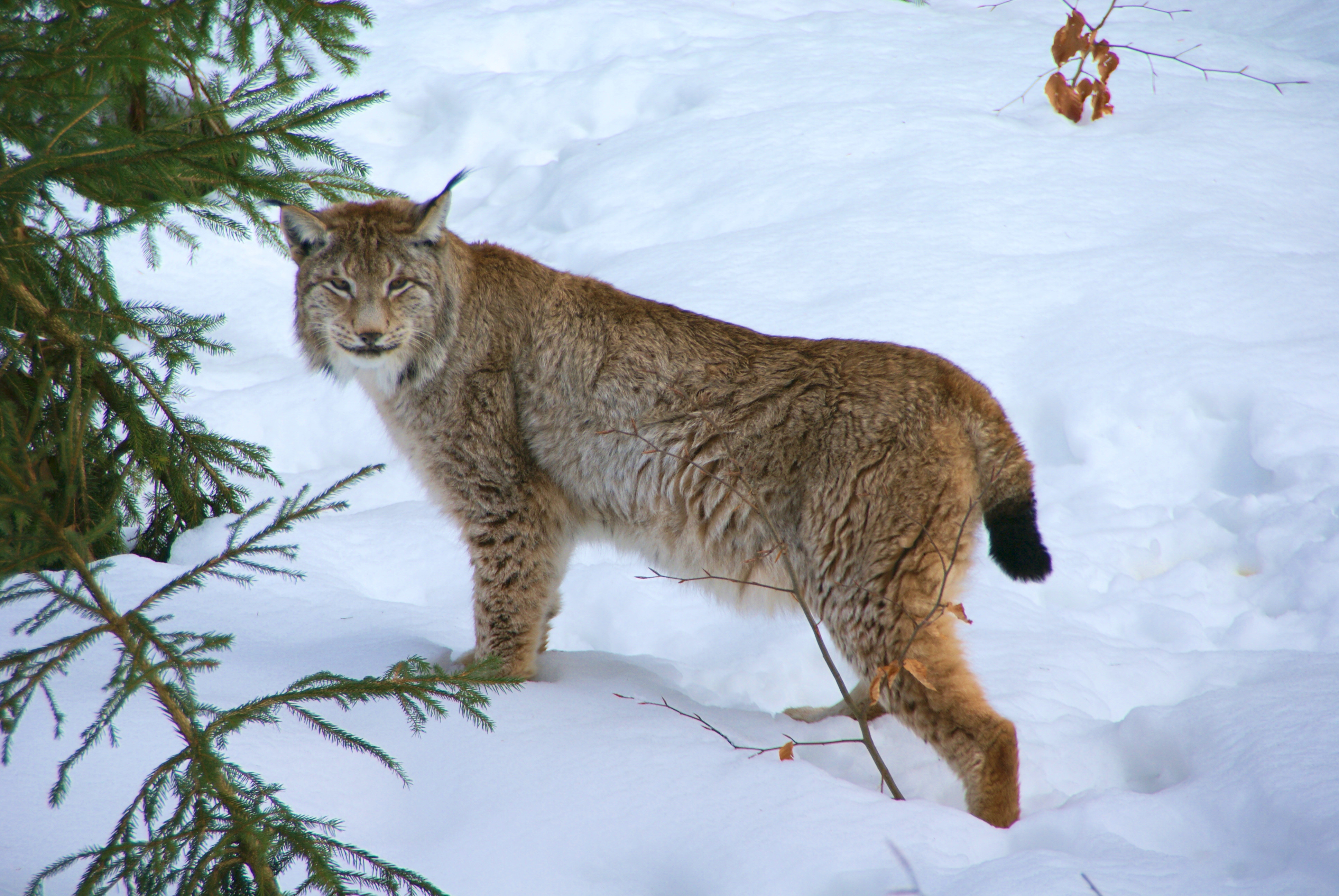
L. lynx a la selva de Baviera, a Alemanya

- Alemanya: El linx nòrdic fou exterminat a Alemanya vers el 1850. No obstant això fou reintroduït a la selva de Baviera i a Harz als anys 90. Altres àrees foren poblades per linxs immigrats de la veïna França i de la República Txeca. També hi ha petites poblacions a la Saxònia suïssa, al bosc del Palatinat i a la serralada de Fichtelgebirge.

- Letònia: Segons una estimació del 2005, uns 700 individus habiten les regions de Curlàndia i Vidzeme.[27]

- Països Baixos: El linx està extint als Països Baixos des de l'edat mitjana. Encara que s'han produït alguns albiraments, probablement es deuen a linxs criats en captivitat que s'han escapat o han estat alliberats, o possiblement es tracta d'individus que han viatjat des d'Alemanya.[28]

- Bèlgica: El linx nòrdic s'extingí a Bèlgica fa uns 300 anys, encara que es va començar a recolonitzar la part oriental del país a la primera dècada del segle xxi (als voltants de Vielsalm i Voeren). Probablement provenen de poblacions d'Alemanya (Eifel, i també suposadament per mitjà de la introducció il·legal feta per caçadors alemanys) i França (Vosges).

- Polònia: El Mammal Research Institute de l'Acadèmia Polonesa de Ciències té informació de "com a mínim 128 linxs", observats entre 2006 i 2007. L'informe suggereix que el nombre està subestimat.[29]

- Eslovàquia: El linx nòrdic és natiu dels boscos del centre i l'est d'Eslovàquia, on viu principalment als boscos temperats de frondoses mixtos en alçades entre 800 i 1.000 metres. També viu a molts parcs nacionals i àrees protegides del país.[30]

- Suïssa: El linx nòrdic s'extingí a Suïssa vers el 1915, però hi fou reintroduït el 1971. Des d'aquí, el linx va emigrar cap a Àustria, on també ha estat exterminat. La major part foren morts per causes humanes.[31]

- Itàlia: El linx era considerat extint des de principis del segle xx. En els últims anys, després d'alguns albiraments confirmats d'una molt petita població als parcs naturals del centre del país, encara sobreviu l'esperança de tenir una població nativa.[32]

- Països Catalans: Fins a temps recents es distribuïa pels Pirineus, Prepirineus, Serralada Transversal i fins i tot a la Plana de l'Empordà, sud de Catalunya i nord del País Valencià. La davallada es deuria produir a començament del segle xx. Juli Soler i Santaló a La Vall d'Aran (1906) explica que el gatillop (forma més emprada en certs indrets del Pirineu) és gairebé extint a la Vall d'Aran. Hi ha individus caçats fins als anys 30 del segle XX al Cadí i al Canigó. Hi ha constància també de rastres força fidedignes fins als anys vuitanta del segle xx, especialment als Pirineus Orientals. Entre els anys 1985 i 1989 dos estudis van recopilar més de 100 informacions referides a la possible supervivència del linx al Pirineu català i aragonès, de les quals 41 feien referència potencialment a la seva presència. Un altre estudi, en aquest cas a la serra del Cadí, Solsonès, Ripollès i Cerdanya, va detectar dos rastres de linx a la neu. Hi ha possibles dades de començament de segle xxi al Cadí i a la Serra de Madres, entre el Conflent, el Capcir i l'Aude. Aquest lloc podria haver estat un dels darrers reductes, i justament aquí és on hi ha més memòria recent entre la gent del país sobre els llops cervers.

- Espanya: Va viure al nord d'Espanya almenys entre 11.000 i 400 anys, però actualment hi és extint.[33]

## Subespècies

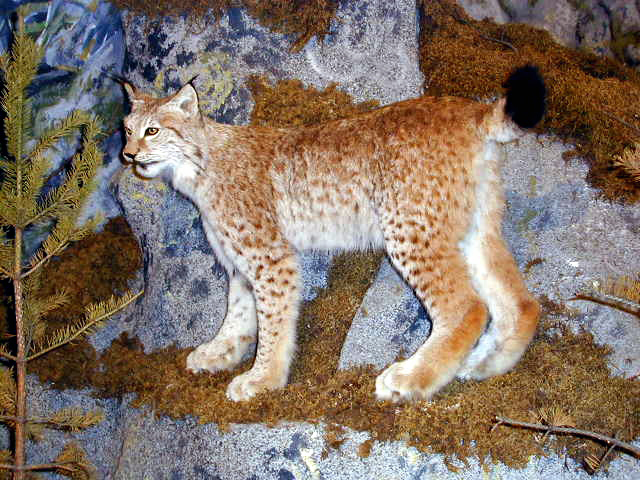
Linx d'Escandinàvia (Lynx lynx lynx)

La classificació exacta de les subespècies de linx nòrdic encara és objecte de debat, però basant-se en recents interpretacions, la llista inclou les següents subespècies:
- Lynx lynx lynx, a Escandinàvia, Europa Oriental, l'oest de Sibèria
- Lynx lynx balcanicus, als Balcans
- Lynx lynx carpathicus, als Carpats i Europa central
- Lynx lynx dinniki, al Caucas
- Lynx lynx wardi, al massís de l'Altai
- Lynx lynx wrangeli, a l'est de Sibèria
- Lynx lynx isabellinus, a l'Àsia central
- Lynx lynx kozlovi, al centre de Sibèria
- Lynx lynx stroganovi, a l'óblast de l'Amur
- †Lynx lynx sardiniae, a l'illa de Sardenya

## Mitologia i literatura catalanes
Juntament amb l'os i el llop, el llop cerver és l'altre gran mamífer carnívor mític de les nostres terres, i no és d'estranyar doncs que, com aquells, hagi nodrit una bona dosi de llegenda i cultura popular. Un dels tòpics més estesos fa referència al seu caràcter misteriós, concretament a la tradició que xuclava la sang de les víctimes o dels morts. El poeta Jacint Verdaguer té diverses referències al llop cerver que recollí en les seves estades pels Pirineus. En una de les seves llibretes de notes, el manuscrit ms1467 conservat a la Biblioteca de Catalunya, al full 88 verso, ens diu: "Lo llop cerver o gat-i-llop és com un gosset, més gros que un gat. Té unes urpes com ganxo de romana que es claven en los englevats. Son crit és meu. Són de morro blanc i per un petit forat si poden ficar lo cap entren i es beuen la sang del bestiar.". És famós el poema Lo Bruel inclòs dins el recull Caritat de 1885, on el poeta trasllada el caràcter popular del llop cerver xuclador de sang al pagès traïdor de l'adaptació en poema de la llegenda empordanesa del Bruel de l'Estany.